# Прапор лівів
Прапор лівів (національний прапор лівів) — полотнище, що складається з трьох горизонтальних смуг зеленого, білого і синього кольорів. Смуги мають пропорції 2:1:2, такі ж, як і у прапора Латвії .

## Історія
Прапор лівів був прийнятий 2 березня 1923 на першому з'їзді Союзу лівів. Вперше піднятий на лівському фестивалі 18 листопада 1923 в Мазірбе. Цей день у лівів дотепер вважається днем прапора. З нагоди освячення лівського прапора лівський поет Карліс Сталте написав пісню «Plagā loul» («Пісня прапора»).
За радянських часів прапор був заборонений і його відродження відбулось лише у 1988 році.

## Символіка
Зелено-біло-синій прапор був розроблений, щоб відобразити життя і світ лівів як рибальського народу. За легендою, прапор описує погляд рибалки з моря на суходіл: рибалка бачить море, піщаний берег і ліс, що лежить за ним. Таким чином синій колір уособлює море, білий — морський берег, а зелений — ліс.

## Галерея
|  |  |